# Mikro (chi ốc biển)
Mikro là một chi ốc biển, là động vật thân mềm chân bụng sống ở biển trong họ Skeneidae.

## Các loài
Các loài trong chi Mikro gồm có:
- Mikro cerion (Dall, 1927)
- Mikro giustii (Bogi & Nofroni, 1989)[2]
- Mikro globulus Warén, 1996[3]
- Mikro hattonensis Hoffman, Van Heugten & Lavaleye, 2010
- Mikro minimus (Seguenza G., 1876)
- Mikro oviceps Ortega & Gofas, 2019
- Mikro perforatus Hoffman, Gofas & Freiwald, 2020
- Mikro scalaroides (Rubio & Rolán, 2013)

Đồng nghĩa
- Mikro minima (Seguenza G., 1876): synonym of Mikro minimus (Seguenza G., 1876) (wrong gender agreement of specific epithet)
- Mikro perforata Hoffman, Gofas & Freiwald, 2020: synonym of Mikro perforatus Hoffman, Gofas & Freiwald, 2020 (wrong gender agreement of specific epithet)